# En Acústico
En Acústico é o primeiro álbum ao vivo do cantor e compositor espanhol Pablo Alborán, lançado em 14 de novembro de 2011 pela EMI Music. "Perdoname" foi lançado como primeiro single do trabalho, desempenhando um dueto com a fadista portuguesa Carminho.
Alcançou a primeira posição na Espanha e Portugal e foi certificado de disco de platina oito vezes na Espanha pela Productores de Música de España (PROMUSICAE) e disco de platina sei vezes pela Associação Fonográfica Portuguesa (AFP).

## Lista de faixas
| N.º | Título                                    | Duração |  |
| 1.  | "Desencuentro"                            | 4:57    |  |
| 2.  | "Solamente tú"                            | 4:05    |  |
| 3.  | "Miedo"                                   | 4:24    |  |
| 4.  | "Caramelo"                                | 4:28    |  |
| 5.  | "Vuelve conmigo"                          | 3:57    |  |
| 6.  | "Me Colé Por La Puerta De Atrás"          | 3:41    |  |
| 7.  | "Volver a empezar"                        | 4:00    |  |
| 8.  | "Loco De Atar"                            | 3:46    |  |
| 9.  | "Ladrona De Mi Piel"                      | 3:04    |  |
| 10. | "No Te Olvidaré"                          | 3:50    |  |
| 11. | "Perdóname"                               | 4:59    |  |
| 12. | "Te He Echado De Menos"                   | 4:26    |  |
| 13. | "Cuando Te Alejas"                        | 4:41    |  |
| 14. | "Solamente tú" (com Diana Navarro)        | 5:58    |  |
| 15. | "Perdóname" (com Carminho)                | 5:53    |  |
| 16. | "Perdóname" (com Carminho (álbum versão)) | 4:14    |  |
| 17. | "No Te Olvidaré"                          | 3:50    |  |

| Lista de faixas |                                           |         |  |
| N.º             | Título                                    | Duração |  |
| 1.              | "Desencuentro"                            | 4:57    |  |
| 2.              | "Solamente tú"                            | 4:05    |  |
| 3.              | "Miedo"                                   | 4:24    |  |
| 4.              | "Caramelo"                                | 4:28    |  |
| 5.              | "Vuelve conmigo"                          | 3:57    |  |
| 6.              | "Me Colé Por La Puerta De Atrás"          | 3:41    |  |
| 7.              | "Volver a empezar"                        | 4:00    |  |
| 8.              | "Loco De Atar"                            | 3:46    |  |
| 9.              | "Ladrona De Mi Piel"                      | 3:04    |  |
| 10.             | "No Te Olvidaré"                          | 3:50    |  |
| 11.             | "Perdóname"                               | 4:59    |  |
| 12.             | "Te He Echado De Menos"                   | 4:26    |  |
| 13.             | "Cuando Te Alejas"                        | 4:41    |  |
| 14.             | "Solamente tú" (com Diana Navarro)        | 5:58    |  |
| 15.             | "Perdóname" (com Carminho)                | 5:53    |  |
| 16.             | "Perdóname" (com Carminho (álbum versão)) | 4:14    |  |
| 17.             | "No Te Olvidaré"                          | 3:50    |  |

## Desempenho nas tabelas musicais
| País — Tabela musical              | Melhor posição |
| ---------------------------------- | -------------- |
| Espanha (Spanish Albums Chart)     | 1              |
| Portugal (Portuguese Álbuns Chart) | 1              |

## Certificações
| País                 | Certificação |
| -------------------- | ------------ |
| Portugal - AFP       | 6× Platina   |
| Espanha - Promusicae | 8× Platina   |